# Torskinge socken
Torskinge socken i Småland ingick i Västbo härad i Finnveden, ingår sedan 1971 i Värnamo kommun i Jönköpings län och motsvarar från 2016 Torskinge distrikt.
Socknens areal är 62,37 kvadratkilometer, varav land 55,32. År 2000 fanns här 267 invånare. Kyrkbyn Torskinge med sockenkyrkan Torskinge kyrka ligger i socknen. 

## Administrativ historik
Torskinge socken har medeltida ursprung.
Vid kommunreformen 1862 övergick socknens ansvar för de kyrkliga frågorna till Torskinge församling och för de borgerliga frågorna till Torskinge landskommun. Landskommunen inkorporerades 1952 i Forsheda landskommun, som sedan 1971 uppgick i Värnamo kommun. Församlingen uppgick 2012 i Forshedabygdens församling.
Den 1 januari 1952 (enligt beslut den 27 augusti 1951) överfördes ett obebott område av fastigheten Fylleryd, omfattande en areal av 0,12 km², varav allt land, till Dannäs socken.
1 januari 2016 inrättades distriktet Torskinge, med samma omfattning som församlingen hade 1999/2000. 
Socknen har tillhört samma fögderier och domsagor som Västbo härad. De indelta soldaterna tillhörde Jönköpings regemente, Östbo kompani.

## Geografi och natur
Torskinge socken ligger norr om Bolmen med dess huvudtillflöde från norr, Storån i väster. Socknen består av flack terräng bestående av mossar och sandrik åker och skogsmark utanför dalgången längs ån. Utöver Bolmen är de största insjöarna Rannäsa sjö som delas med Forsheda socken och Norra Fyllen som delas med Dannäs socken.
Slättö sands naturreservat är ett kommunalt naturreservat.
Sätesgårdar var Liljenäs säteri, Hjälmaryds säteri och Fylleryds säteri. År 1974 överfördes Toftanäs säteri från Bolmsö socken.

## Fornlämningar
Flera hällkistor och ett tiotal stenåldersboplatser, några gravrösen från bronsåldern samt ett tiotal järnåldersgravfält finns här.

## Befolkningsutveckling
Befolkningen ökade från 393 1810 till 722 1870 varefter den minskade stadigt till 283 1990.

## Namnet
Namnet (1427 Thorskenge), taget från kyrkbyn, har en oklar tolkning.